# Un amore senza fine (film 1958)
Un amore senza fine è un film del 1958 diretto da Luis Knaut e Mario Terribile e scritto da Bitto Albertini.

## Trama
L'ingegnere Danieli conosce Gloria e si innamora di lei. La ragazza però, poco dopo, fa perdere le tracce di sé. Danieli la ritrova in casa di un chirurgo e pensa che i due hanno una relazione. Invece Gloria è gravemente malata e, una volta guarita, progetta di sposare l'ingegnere.

## Location
Alcune scene sono state girate al Monte Terminillo.